# Amon Düül
Amon Düül är ett tyskt rockband, som bildades 1967 inom studentrörelsen på 1960-talet och har bestått i olika konstellationer sedan dess. Bandet är ett av de viktigaste inom genren krautrock.

## Nuvarande medlemmar
- Slagverk: Jan Kahlert
- Gitarr, saxofon: Chris Karrer
- Sång: Renate Knaup
- Slagverk: Danny Fichelscher
- Bas: Lothar Meid
- Gitarr: John Weinzierl
- Hammond, piano, synthesizer: Ulli „FLiszt“ Linzen

## Tidigare medlemmar
- Tamburin: Uschi Obermaier
- Gitarr, sång: Rainer Bauer
- Bas: Ulrich Leopold
- Slagverk, sång: Helge Felenda
- Slagverk, piano: Wolfgang „Krischke“ Krischke
- Shaker, trummor, sång: Eleonore Romana Bauer
- Trummor, sång: Angelica Felenda
- Slagverk: P.P. Kühnen
- Synthesizer: Falk Rogner
- Slagverk: Peter Leopold
- Bas: Dave Anderson
- Sång: Stefan Zauner, Tommi Piper
- Slagverk: Wolf Wolff
- Gitarr: Felix Occhionero
- Slagverk: Dieter Serfas
- Bas: Gerard Carbonell

## Diskografi

### Amon Düül
- 1969 Psychedelic Underground
- 1969 Collapsing/Singvögel Rückwärts & Co.
- 1970 Para Dieswärts Düül
- 1973 Disaster - Lüüd Noma (Dubbel-LP)
- 1973 Minnelied & This is Amon Düül (Re-edition av Psychedelic Underground)
- 1983 Experimente
- 1987 Airs On A Shoestring (Compilation)

### Amon Düül II
- 1969 Phallus Dei
- 1970 Yeti (Dubbel-LP)
- 1971 Tanz der Lemminge / Dance Of The Lemmings (Dubbel-LP)
- 1972 Carnival In Babylon
- 1972 Angel Dust (Bootleg)
- 1973 Wolf City
- 1973 Live In London (live)
- 1973 Utopia (som Band Utopia)
- 1974 Vive La Trance
- 1974 The Classic German Rock Scene: Amon Düül 2 (Compilation / Dubbel-LP)
- 1975 Hijack
- 1975 Made In Germany (Dubbel-LP)
- 1975 Lemmingmania (Compilation)
- 1976 Pyragony X
- 1977 Almost Alive
- 1978 Only Human
- 1980 5 Years (Compilation)
- 1981 Vortex
- 1980 Rock in Deutschland Vol.1 (Compilation)
- 1982 Meeting With Men Machines(Privatutgivning på Illuminated Records) senare offentligt på Demi Monde
- 1983 Hawk Meets Penguin
- 1987 Anthology (Compilation / Dubbel-LP)
- 1989 Fool Moon
- 1989 bDie Lösung (Med Robert Calvert)
- 1989 Milestones (Compilation)
- 1992 Live In Concert (live BBC 1973)
- 1993 Surrounded By The Stars / Bars
- 1994 The Greatest Hits (Compilation)
- 1995 Nada Moonshine #
- 1996 Kobe (Reconstructions)
- 1996 Eternal Flashback
- 1996 Live In Tokyo (live)
- 1997 The Best Of 1969-1974 (Compilation)
- 1997 Flawless
- 1997 Drei Jahrzehnte (1968-1998) (Compilation)
- 2009 Bee as Such